# Tricuríase
A Tricuríase, também conhecida como infecção do verme do chicote, é uma infecção pelo verme parasita Trichuris trichiura (verme do chicote). Se a infecção é apenas com alguns vermes, frequentemente não há sintomas. Aqueles que estão infectados com muitos vermes, pode haver dor abdominal, cansaço e diarreia. A diarreia, às vezes, contém sangue. Infecções em crianças podem prejudicar o desenvolvimento intelectual e físico. Pode ocorrer anemia devido à perda de sangue.
A doença geralmente é transmitida quando as pessoas comem alimentos ou bebem água que contém os ovos destes vermes. Isto pode ocorrer quando vegetais contaminados não são totalmente limpos ou cozidos. Muitas vezes, esses ovos estão no solo em áreas onde as pessoas defecam ao ar livre e onde fezes humanas não tratadas são utilizadas como fertilizante. Estes ovos se originam das fezes de pessoas infectadas. Crianças brincando nestes locais e colocando a mão na boca também podem ser facilmente infectadas. Os vermes vivem no intestino grosso e têm cerca de quatro centímetros de comprimento. O diagnóstico é pela observação dos ovos quando examinando as fezes com um microscópio. Os ovos são em forma de barril. A tricuríase pertence ao grupo de helmintíases transmitidas pelo solo.

## Causa

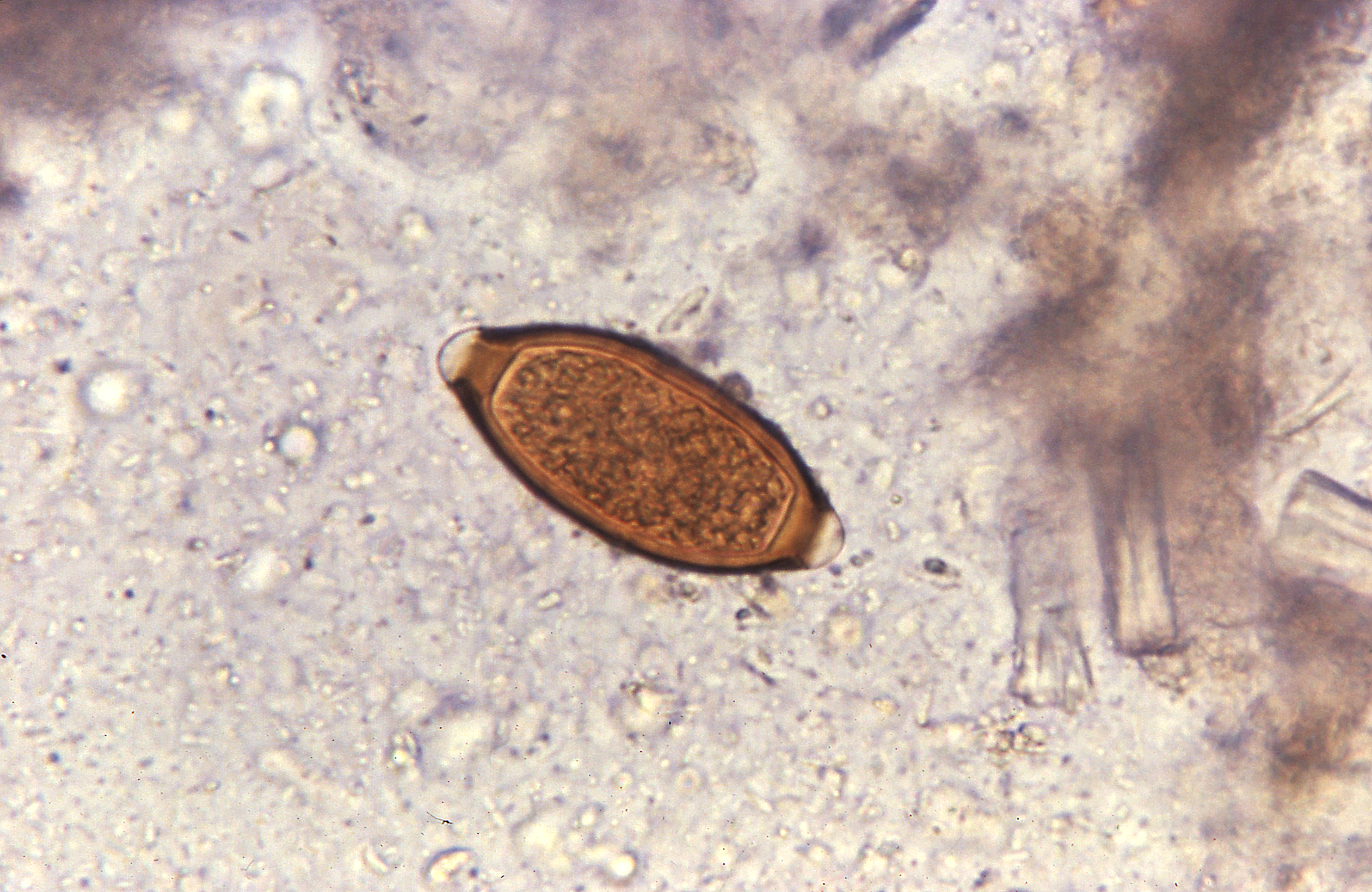
Ovo de T.trichiura

O Trichuris trichiura é um verme fusiforme nematoide, e como todos, tem sistema digestivo completo. Boca na extremidade anterior, abertura simples — sem lábios, seguido do esôfago bastante longo e delgado — 2/3 do comprimento. Na parte posterior, que é alargada, está o sistema reprodutor simples e o intestino. Os vermes adultos são dioicos, com dimorfismo sexual: os machos tem em torno de 2,5 a 4 cm, as fêmeas são maiores que os machos, em torno de 4 a 5 cm. Os ovos têm forma de limões ou barril, cerca de 45 a 65 micrómetros de comprimento por 20 a 25 micrómetros de largura, e massa mucoide transparente nas duas extremidades (opérculos polares).

### Ciclo de vida
Os ovos são expelidos com as fezes e permanecem viáveis durante vários meses ou anos em solo úmido e quente, e são infecciosos assim que se desenvolve a larva no seu interior, o que demora algumas semanas. Se ingeridas, as larvas saem dos ovos no lúmen do intestino, migram para o ceco e penetram na mucosa intestinal. Aí se desenvolvem, maturando em formas adultas depois de alguns meses, que permanecem com a cauda no lúmen do intestino e a cabeça penetrando a mucosa. Se houver um macho e uma fêmea, pelo menos, no mesmo indivíduo, acasalam e a fêmea põe mais de 2000 ovos por dia, excretados nas fezes. As formas adultas podem sobreviver durante vários anos. Alimentam-se do bolo intestinal mas também de sangue. São semelhante ao Ascaris lumbricoides. Os vermes podem viver de um a cinco anos dentro do intestino humano sem nunca causar sintomas.

## Sintomas
A sintomatologia muita das vezes passa por desapercebida, dependendo da carga parasitária, condições imunológicas do hospedeiro, estado nutricional e a presença de outras helmintíases, como a Ascaridíase, também influenciam a gravidade da infecção.
Em infecções leves e moderadas, os sintomas podem ser assintomáticos ou ligeiramente perceptíveis, devido principalmente ao dano causado pela compressão mecânica das células da mucosa do cólon, resultando em dor abdominal do tipo cólica e episódios diarreicos . Em alguns casos da doença os indivíduos podem apresentar desnutrição proteica, anemia ferropriva, e/ou febre .  Além disso, em casos graves o hospedeiro pode evoluir para a Síndrome da Disenteria de Trichuris (TDS), que é uma combinação de sintomas, como a diarreia mucoide e sangramento ocasional e para o relaxamento do esfíncter anal originando o episódio do prolapso retal .

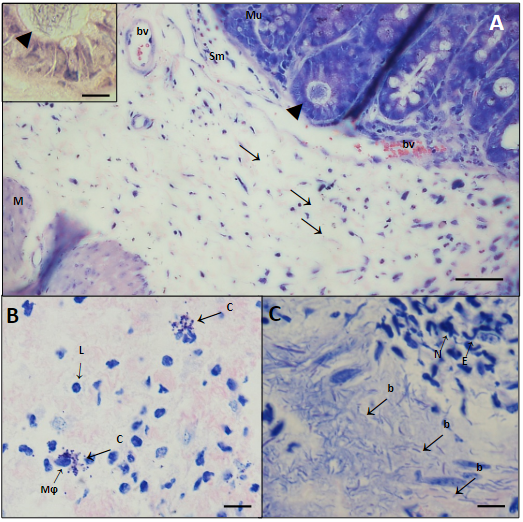
Tecido infectado com bactérias dentro da cripta de Lieberkühn (ponta de seta) e bactérias invasoras (seta) na camada da submucosa. (Inserção) Detalhe do tecido infectado mostrando bacilos na cripta de Lieberkühn (ponta de seta). (B) Submucosa com bactérias invasoras em forma de cocos, linfócitos e macrófagos. (C) Um grande número de bactérias baciliformes invasivas na submucosa, neutrófilos e eosinófilos também foram identificados.

A presença do parasito inserido na mucosa epitelial do intestino grosso promove alterações teciduais importantes, como rupturas na mucosa, desencadeando hipertrofia das camadas intestinais e a translocação bacteriana da luz intestinal para mucosa e submucosa,  e um desequilíbrio na microbiota intestinal . Além disso, a infecção desencadeia alterações hematológicas nos parâmetros celulares e bioquímicos, como por exemplo, a queda nas taxas de hemoglobina , deficiência de ferro plasmático  e a queda na síntese de vitamina A . Infecções provocadas por geo-helmintos, como as causadas por Trichuris, levam ao aumento da contratilidade muscular do tecido intestinal e essa hipercontratibilidade do músculo liso tende a ser um importante mecanismo inato para a expulsão do T. muris em camundongos resistentes à infecção .

## Diagnóstico
O diagnóstico da tricuríase é feito principalmente pela identificação de ovos característicos através de exames parasitológicos de fezes. A técnica mais indicada é a técnica qualitativa de Lutz, Hoffman, Pones e Janer, que consiste no método de sedimentação espontânea. Métodos quantitativos como Kato Katz  também podem ser aplicados.

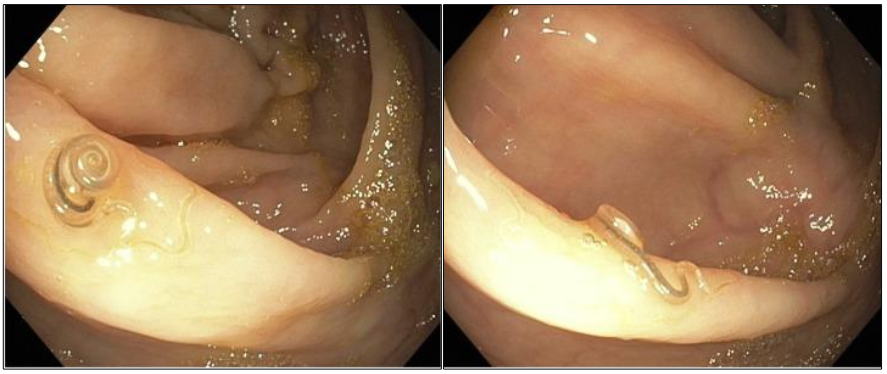
Imagem da colonoscopia de um paciente onde foi encontrado Trichuris trichiura inserido na mucosa intestinal.

Há relatos na literatura do diagnóstico realizado de forma menos convencional, através do exame de colonoscopia, onde foram evidenciados parasitos inseridos no epitélio intestinal de um paciente .

## Profilaxia
Como a maioria das geo-helmintíases, as melhores medidas de prevenção são educação em saúde, promoção de higiene pessoal e ambiental, evitar a defecação ao ar livre e não utilizar material fecal humano como adubo, assim como higienização de frutas, legumes e verduras, e o tratamento dos doentes . A OMS também preconiza o uso de anti-helmínticos periodicamente, principalmente em pessoas que residem em áreas endêmicas .
Estima-se que o verme do chicote tenha afetado cerca de 464 milhões em 2015. É mais comum em países tropicais e em países em desenvolvimento, as pessoas infectadas muitas vezes também tem infecções de ancilóstomo e ascaridíase. A doença têm um grande efeito sobre a economia de muitos países. O trabalho para desenvolver uma vacina contra a doença, que está classificada como doença negligenciada, está em andamento.

## Tratamento
A principal intervenção disponível para controlar as infecções por helmintos transmitidos pelo solo é a administração periódica de um dos quatro agentes anti-helmínticos recomendados pela Organização Mundial da Saúde (OMS): mebendazol (MEB), albendazol (ALB), levamisol (LEV) ou pirantel (PYR). Destes, os benzimidazóis (BZ) - MEB e ALB - são os anti-helmínticos mais comumente utilizados para o tratamento das infecções por helmintos transmitidos pelo solo. Muitos países implementaram com sucesso programas de tratamento em massa (MDA). A administração em massa desses medicamentos é simples e pode ser realizada por qualquer profissional de saúde ou não profissional de saúde, já que não requer treinamento técnico especializado .

Apesar da eficácia dos anti-helmínticos mencionados, pessoas em áreas de risco estão sujeitas a reinfecções, deixando essas populações expostas e em risco permanente .